# 山上宗二記
『山上宗二記』（やまのうえのそうじき）は、千利休の高弟・山上宗二が天正16年（1588年）に記した茶道具の秘伝書。ただし道具の所持者の情報から、その成立は天正14年（1586年）に遡ると考えられている。
内容の大部分が名物記であるため『南方録』のように茶道界に大きな影響を与えることはなかったが、20世紀以降、『南方録』の偽書説が認知されるに従い、天正年間の確実な資料として研究者の間で重要視されるようになった。

## 伝本
原本は筆者の宗二が所持していたのであり、それを自ら複写した転写本が諸方へ流布した。宗二が複数の弟子に書き与えたため、宗二自筆と認められる類本が十冊ほど現存している。なお、もともと外題が付けられていなかったため諸本の表題は一定しておらず、「瓢庵茶談」「珠光一紙目録」などの諸例が見られる。また『続群書類従』にも「茶器名物集」として収録されている。諸本は奥付の違いにより、天正16年の正月に書かれた「正月本」系統と同二月の「二月本」系統の二種類に大別される。
表千家の不審庵本は自筆本の一つとして評価が高く、岩波文庫「山上宗二記」に採録されている。ただし、類本に記載があって不審庵本に記載のない事項もあり、検討に際してはなるべく多くの類本を参照する必要がある。

## 構成と特色
主に茶入、茶壺、掛軸（掛幅）といった茶道具とその所持者を評価の高い順序に従って列挙しており、これにより当時の茶道具のヒエラルキーが判明する。またそれぞれの道具に関しての心得が記されているが、要所要所で「口伝」と言って筆を止めており、金子（金銭）による口伝の伝授が行われていたと推測されている。後半になると「茶湯者覚悟十躰」として、「一期に一度」など茶人の心構えが説かれる。しかし特に重要視されているのは、「名物」を持たない「侘数寄」であっても名士などに気後れをしてはならないといった態度であって、『南方録』のような禅宗を特別に強調した過剰な精神論ではない。
「二月本」には冒頭に「珠光一紙目録」という資料が掲載され、自らの茶の湯の起源を村田珠光（応永30年・1423年 - 文亀2年・1502年）に遡らせて権威付けている。しかしここでは珠光が能阿弥（応永4年・1397年 - 文明3年・1471年）を通じて東山時代の足利義政（永享8年・1436年 - 延徳2年・1490年）に茶の湯を教えたとしているものの、義政が小川御所を出て東山に隠棲したのは能阿弥没後の文明7年（1475年）であるから、この部分に関しては信頼するに足らない。ただし、義政が隠居を決意したのは1464年（寛正5年）であり、能阿弥に君台観左右帳記を編纂させるなど東山時代以前に趣味生活に入っているから、珠光が能阿弥を介して小川御所時代の義政に茶を教えた可能性はなお残る。なお、「珠光一紙目録」前半部は、他の部分と明らかに筆致が違い、あるいは「坊主（利休）より請け取り申し候は、今度の身上乱れ候時、失い申し候」と記す一巻を正確になぞったものとも考えられる。　

## 資料としての『山上宗二記』
秘伝書でありながら「名物」の紹介を中心とする点からは、当時の数寄者がこうした道具の拝見を通じて養われる目利を必須技能としていた実態が窺われる。
また同書では茶道具を「名物」と「数寄道具」に大別する。前者は唐物を主体とした権威をもった道具であり、対して後者は堺の数寄者達が好んだ「麁相」（そそう）を感じさせる道具である。これは茶の湯が停滞していた状況にあって、進取の気風をもった堺衆が既存の権威を否定することで茶の湯を刷新しようとしていたものと読み取ることができる。そのような意味では、「わび茶」の発生とは「名物」を礼賛する価値観への否定であったことをよく示している。
またこのような価値観の変化は道具の順序などによく表れており、先行する「正月本」では茶入を「茄子」「肩衝」の順で記していたが、後の「二月本」ではこれが逆転している。その原因は書院向きとされていた「茄子」から小間向きの「肩衝」へと、数寄者の評価が移っていったからではないかと説明される。
「わび茶」の発生はこのような時代相を背景としており、同書からは生々しくその空気を読み取ることができる。
同書はまた茶室の図が多く載せられていることでも貴重である。「三畳敷は、紹鴎の代までは、道具無しの侘び数寄を専らとする」という記載もあり草庵茶室の成立を考える上でなくてはならない資料を提供している。なかでも「紹鴎四畳半」の図は研究者によって再三取り上げられており、草庵成立直前の茶室のありようを生々しく伝えている。

## 現代における『山上宗二記』の位置づけ
『南方録』が偽書として否定された後に、その影響を排した利休像の構築が茶道史研究の重要課題となった。同書はこの際に確実な天正年間の資料として地位を高め、堺の町衆の「わび茶」を論じる上での最重要資料になったのである。
類本が充実していたこともあり、陶磁研究家の竹内順一などを中心にして研究が進められた。その成果は当時竹内が勤めていた五島美術館の展覧会「山上宗二記　天正十四年の眼」（1995年）などを通じて一般に公開されている。
但し現在では、利休の高弟であることを理由に宗二の茶を利休のそれと安易に同一視してきたことへの疑念が持ち上がっており、利休関係の同時代資料との比較を基にした両者の質的差異の究明も課題となっている。

## 文献
- 山上宗二『宗二之記』写本〈茶道叢書. 51〉。
- 『山上宗二記』（熊倉功夫 校注）岩波文庫、2006年。ISBN 4003305116。
- 水野聡 訳『山上宗二記　現代語全文完訳』能文社、2006年。ISBN 499040582X。
- 神津朝夫『山上宗二記入門』角川学芸出版、2007年。ISBN 4046211202。
- 茶の湯懇話会 編『山上宗二記研究 1』三徳庵、1993年3月。
- 茶の湯懇話会 編『山上宗二記研究 2』三徳庵、1994年3月。
- 茶の湯懇話会 編『山上宗二記研究 3』三徳庵、1997年3月。
- 筒井紘一『山上宗二記を読む』淡交社、1987年。
- 桑田忠親『山上宗二記』（千宗室 等編）淡交新社〈茶道古典全集 第6巻〉、1958年。
- 桑田忠親『山上宗二記の研究』河原書店、1957年。
  - 桑田忠親『山上宗二記の研究』河原書店、1991年。
- 『日本の茶書 1』（林屋辰三郎、横井清、楢林忠男 編注）平凡社〈東洋文庫 201〉、1971年。
- 『日本の茶書 2』（林屋辰三郎、横井清、楢林忠男 編注）平凡社〈東洋文庫 206〉、1972年。 
1巻目に収む。平凡社東洋文庫、初版1971年、ワイド版2007年
- 千原弘臣（著）、野村美術館学芸部（編）「山上宗二伝書の書名」『研究紀要』第3巻、野村文華財団、1994年3月。
- 田中仙翁「利休の美意識（1）座敷の広さと炉」『茶道の研究』第35巻7（416）、三徳庵、1990年6月、16-20頁。
- 田中仙翁「利休の美意識（2）茶席の変遷」『茶道の研究』第35巻7（416）、三徳庵、1990年7月、16-21頁。